# Claudio Villa
Pour les articles homonymes, voir Villa (homonymie) et Pica.
Claudio Villa , né Claudio Pica surnommé Il reuccio, né le 1er janvier 1926 à Rome et mort le 7 février 1987 à Padoue est un chanteur et un acteur italien.

## Biographie
Claudio Pica est né dans le quartier de Trastevere de Rome en 1926. Il a enregistré plus de 3 000 chansons, vendu 45 millions de disques et est apparu dans vingt-cinq comédies musicales au cours de sa carrière.
Avec Domenico Modugno, il detient le record des victoires au Festival de musique de Sanremo. Il a remporté la compétition en 1955, 1957, 1962 et 1967. Il a également participé à Canzonissima, un autre concours de musique italienne, diffusée sur RAI de 1956 à 1974. Il a remporté Canzonissima en 1964 avec « O sole mio » et en 1966 avec « Granada ».
Il a participé au concours Eurovision de la chanson : en 1962 avec « Addio, addio » il termine 9e ; en 1967, avec « Non andare più lontano », onzième.
En 1957, il fut soumis à un curieux procès par le magazine Sorrisi e Canzoni, après une déclaration jugée présomptueuse et impudique, dans laquelle le public fut appelé à voter pour la culpabilité ou l'acquittement. Il sera acquitté. La même procédure sera répétée en 1960, et des pages du magazine il recevra une harangue défensive de Pier Paolo Pasolini, qui prendra parti pour la conclusion du chanteur. Il sera acquitté du vote de 138 225 lecteurs.
Sa mort, survenue en 1987, provoquée par une crise cardiaque, a été annoncée en direct à la télévision italienne au cours de la dernière nuit du Festival de musique de Sanremo de 1987.
Son tombeau, entouré par des bas-reliefs et peintures murales faites à l'occasion du 20e anniversaire de sa mort, se trouve au cimetière de San Sebastiano à Rocca di Papa, près de Rome, où il vivait depuis de nombreuses années avec sa famille.

## Participations à San Remo
- 1955 Buongiorno tristezza
- 1955 Il torrente - couplé à Tullio Pane (it)
- 1955 Incantatella - couplé avec Narciso Parigi
- 1957 Corde della mia chitarra - couplé avec Nunzio Gallo
- 1957 Usignolo - couplé avec Giorgio Consolini
- 1957 Cancello tra le rose - couplé avec Giorgio Consolini
- 1957 Il pericolo numero uno  - duo avec Gino Latilla, couplé avec Natalino Otto
- 1958 Giuro d'amarti così - couplé avec Nilla Pizzi
- 1958 Campana di Santa Lucia - couplé avec Giorgio Consolini
- 1958 Fragole e cappellini - duo avec Duo Fasano, couplé à Aurelio Fierro et Trio Joyce (it)
- 1958 Cos'è un bacio - duo avec Gino Latilla, couplé avec Gloria Christian
- 1958 La canzone che piace a te - iduo avec Duo Fasano, couplé avec Aurelio Fierro et Nilla Pizzi
- 1959 Una marcia in Fa - duo avec Gino Latilla, couplé avec Johnny Dorelli et Betty Curtis
- 1959 Un bacio sulla bocca - couplé avec Betty Curtis
- 1959 Partir con te - couplé avec Johnny Dorelli
- 1961 Mare di dicembre - couplé avec Sergio Renda (it)
- 1962 Addio addio - couplé avec Domenico Modugno
- 1962 Quando il vento di aprile - couplé avec Aura D'Angelo (it)
- 1963 Amor mon amour my love - couplé avec Eugenia Foligatti (it)
- 1963 Occhi neri e cielo blu - couplé avec Aurelio Fierro
- 1964 Passo su passo - couplé avec Peggy March
- 1966 Una casa in cima al mondo - couplé avec Pino Donaggio
- 1967 Non pensare a me - couplé avec Iva Zanicchi
- 1969 Meglio una sera (Piangere da solo) - couplé avec Mino Reitano
- 1970 Serenata - couplé avec Tony Del Monaco
- 1982 Facciamo la pace
- 1984 Un amore così grande - invité hors concours
- 1985 Il mio primo angelo

## Discographie partielle
- 1947 Serenatella dolce e amara
- 1947 Cuore napoletano
- 1948 Angelo
- 1948 Vecchia Roma
- 1948 I pompieri di Viggiù
- 1948 L'onorevole Bricolle
- 1948 Perché lasciasti Napoli
- 1948 Calamita d'oro
- 1948 Mandolinatella
- 1948 Stornello amaro
- 1948 Scalinatella
- 1949 Acquerello napoletano
- 1949 Rumba all'italiana
- 1949 Qui sotto il cielo di Capri
- 1949 Vecchia Firenze
- 1949 Borgo antico
- 1949 Ci sposeremo a Napoli
- 1949 Zitta chitarra
- 1949 Fontana di Trevi
- 1949 Rosso di sera
- 1949 Borgatella di marina
- 1949 Pusilleco 'nsentimento
- 1949 Vierno
- 1949 Signorinella
- 1949 Com'è bello fà l'amore quanno è sera
- 1949 Quanno a Roma 'na maschietta te vò bene
- 1949 Primo amore
- 1950 Luna rossa
- 1950 Via maestra
- 1950 Torna piccina
- 1950 La signora di trent'anni fa
- 1950 Torna
- 1950 Manuela
- 1950 Mai ti dirò
- 1950 Venditrice di stornelli
- 1950 Zoccoletti
- 1950 Canzone di primavera
- 1951 Tu mi ricordi Napoli
- 1951 Voce 'e notte
- 1951 Core 'ngrato
- 1951 'Na sera 'e maggio
- 1951 Anema e core
- 1951 Malafemmena
- 1951 Cancello chiuso
- 1951 Munasterio 'e Santa Chiara
- 1951 Luna algerina
- 1951 Stornello a pungolo
- 1951 Addio sogni di gloria
- 1951 'Nu quarto 'e luna
- 1951 Quando Milano cantava le serenate
- 1951 Marechiaro
- 1951 I' te vurria vasà
- 1951 Piazza di Spagna
- 1951 Bella dispettosa
- 1952 Vecchie mura
- 1952 Aggio perduto 'o suonno
- 1952 Cara piccina
- 1952 Vola colomba
- 1952 Vedi Napoli e poi muori
- 1952 Stornello trasteverino
- 1952 Buonanotte Cosenza
- 1952 Stradarella
- 1952 Terra straniera
- 1952 Sciummo
- 1952 Luna messaggera
- 1952 Bevo e canto
- 1952 Mi piacerebbe avere un piccolo veliero
- 1952 Uocchie ch'arraggiunate
- 1952 Carmela
- 1952 Vecchio scarpone
- 1953 Lunarella
- 1953 Buongiorno Giuliana
- 1953 Vola vola vola
- 1953 Pasquale militare
- 1953 Nannì ('Na gita a li castelli)
- 1954 Con te
- 1954 Casetta de Trastevere
- 1955 Arrivederci Roma
- 1955 Buongiorno tristezza
- 1955 Il torrente
- 1955 Incantatella
- 1955 Non ti scordar di me
- 1956 Aprite le finestre
- 1956 Guaglione
- 1956 Ti voglio come sei
- 1956 Tu scendi dalle stelle
- 1956 Serenata per le bimbe innamorate
- 1956 Il ponte
- 1957 Corde della mia chitarra
- 1957 Cancello tra le rose
- 1957 Il pericolo numero uno
- 1957 Usignolo
- 1957 Chiesetta solitaria
- 1957 Ondamarina
- 1957 Mexico
- 1957 Serenata per sedici bionde
- 1957 La canzone del destino
- 1957 Ninna nanna
- 1957 Lazzarella
- 1957 La vie en rose
- 1957 L'amore è una cosa meravigliosa
- 1957 Ave Maria di Schubert
- 1957 Ave Maria di Gounod
- 1957 Serenata del somarello
- 1957 Sono nato per cantare
- 1957 Tipitipitipso
- 1957 Cchiù bella 'de 'rrose
- 1957 C'è un sentiero nel cielo
- 1959 O sole mio
- 1958 L'eco der core
- 1958 Mamma
- 1958 Fragole e cappellini
- 1958 Giuro d'amarti così
- 1958 La canzone che piace a te
- 1958 Campana di Santa Lucia
- 1958 Cos'è un bacio
- 1958 Non potrai dimenticare
- 1958 Nel blu dipinto di blu
- 1958 Timida serenata
- 1959 Binario
- 1959 Piove
- 1959 Io
- 1959 Vivere
- 1959 Caravan petrol
- 1959 Vieneme 'nsuonno
- 1960 Libero
- 1960 Romantica
- 1960 E 'rrose e tu
- 1960 Marina
- 1961 Gelosamente
- 1961 A vucchella
- 1961 O paese d'o sole
- 1962 Addio addio
- 1963 Piccola Butterfly
- 1963 Jamme jà
- 1964 Passo su passo
- 1964 Ti voglio tanto bene
- 1964 La bandiera dell'amore
- 1966 Granada
- 1966 Ora più che mai
- 1966 Una casa in cima al mondo
- 1967 Non pensare a me
- 1967 Concerto alla vita
- 1968 Fermarono i cieli
- 1969 Quando siamo vicini
- 1969 Il tuo mondo
- 1969 El cumbanchero
- 1969 Ciliegi rosa
- 1969 Ti pi tin
- 1969 Rumba delle noccioline
- 1969 Strangers in the night
- 1971 La cosa più bella (Che si da)
- 1971 Il traguardo dell'amore
- 1972 Io vivo con te
- 1972 Maramao perché sei morto
- 1972 Passeggiando per Milano
- 1972 Notte e dì
- 1972 C'è un uomo in mezzo al mare
- 1973 Non è una campana
- 1973 La campana di San Giusto
- 1973 A canzone 'e Napule
- 1973 Canti nuovi
- 1973 Ciribiribin
- 1973 Te chiamme Angela
- 1974 Se io fossi ricco
- 1974 Michelle
- 1974 Mi ritorni in mente
- 1974 Grande, grande, grande
- 1974 Perché ti amo
- 1974 Questo piccolo grande amore
- 1974 Tanto 'pe cantà
- 1974 La paloma
- 1974 A media luz
- 1974 Caminito
- 1974 Eulalia Torricelli
- 1974 A la Renella
- 1974 Yvonne
- 1974 Quel motivetto che mi piace tanto
- 1974 Tango delle capinere
- 1974 Tango della gelosia
- 1975 Canta Pierrot
- 1975 Chitarratella
- 1975 Roma capoccia
- 1975 La fruttarola
- 1975 La società dei magnaccioni
- 1975 Serenata a un core
- 1976 Voglio una donna (Quiero)
- 1977 Carina
- 1977 Per tutta la vita
- 1977 Permettete signorina
- 1980 Roma gattarola
- 1980 Voglio vivere così
- 1980 Dove sta Zazà
- 1980 Tammurriata nera
- 1980 C'è una chiesetta (amor)
- 1980 Ciccio formaggio
- 1980 Quando è tempo d'amore
- 1982 Buon compleanno
- 1982 El condor pasa
- 1982 Facciamo la pace
- 1982 Concerto per chi non ama
- 1982 Fiume
- 1983 Concerto d'amore
- 1985 Nessun dorma (Vincerò)
- 1984 Un amore così grande
- 1985 Il poeta
- 1985 Caro amore (Concert pour Aranjuez)
- 1985 Ormai
- 1985 Il mio primo angelo
- 1986 Cantando

La bande originale de film À table (Big Night) sorti en 1996, co-réalisé par Stanley Tucci et Campbell Scott comprend trois chansons de Claudio Villa: « Stornelli Amorosi », « La Strada Del Bosco » et « Ti Tic, Tic Ta ».

## Filmographie
- 1947 : Je suis l'assassin (it) (Sono io l'assassino) de Roberto Bianchi Montero
- 1950 : Je suis de la revue (Botta e risposta) de Mario Soldati
- 1951 : La Chanson du printemps (Canzone di primavera) de Mario Costa
- 1951 : Stasera sciopero (it) de Mario Bonnard
- 1952 : Le Passé d'une mère (Vedi Napoli e poi muori) de Riccardo Freda
- 1952 : Solo per te Lucia' de Franco Rossi
- 1952 : Sérénade amère (Serenata amara) de Pino Mercanti
- 1954 : Chanson d'amour (it) (Canzone d'amore) de Giorgio Simonelli
- 1955 : Ore dieci lezione di canto (it) de Marino Girolami
- 1956 : Le Premier amour ne s'oublie jamais (it) (Canzone proibita) de Flavio Calzavara
- 1956 : Bambino (Guaglione) de Giorgio Simonelli
- 1956 : San Remo canta (it) de Domenico Paolella
- 1957 : La Voix qui enchante (it) (Vivendo cantando... che male ti fò?) de Marino Girolami
- 1957 : Sette canzoni per sette sorelle (it) de Marino Girolami
- 1957 : Serenata per sedici bionde (it) de Marino Girolami
- 1957 : Son premier succès (it) (Primo applauso) de Pino Mercanti
- 1957 : C'è un sentiero nel cielo (it) de Marino Girolami
- 1957 : Son premier amour (it) (Buongiorno primo amore!) de Marino Girolami
- 1957 : La Chanson du destin (it) (La canzone del destino) de Marino Girolami
- 1958 : L'amour est né à Rome (it) (L'amore nasce a Roma) de Mario Amendola
- 1958 : Perfide ma... belle (it) de Giorgio Simonelli
- 1959 : Destination San Remo (Destinazione Sanremo) de Domenico Paolella
- 1959 : Quanto sei bella Roma (it) de Marino Girolami
- 1959 : Un chant dans le désert (Un canto nel deserto) de Marino Girolami
- 1960 : La banda del buco (it) de Mario Amendola
- 1960 : Fontana di Trevi de Carlo Campogalliani
- 1962 : Rendez-vous sur la Riviera (Appuntamento in Riviera) de Mario Mattoli
- 1966 : Granada, addio! (it) de Marino Girolami
- 1978 : Melodrammore (it) de Maurizio Costanzo
- 1983 : "FF.SS." - Cioè: "...che mi hai portato a fare sopra a Posillipo se non mi vuoi più bene?" de Renzo Arbore